# Бартенев, Георгий Михайлович
Георгий Михайлович Барте́нев (12 января 1915 — 2004) — учёный в области физики полимеров, доктор химических наук (1947), профессор, заслуженный деятель науки РСФСР.

## Биография
Родился в семье сельских учителей. В 1939 окончил физический факультет МГУ, учился там же в аспирантуре и работал в должности доцента с 1943 до 1945. С 1946 по 1955 руководил созданной им физической лабораторией в НИИ резиновой промышленности, с 1950 по 1972 заведовал кафедрой физики твёрдого тела в МГПИ имени В. И. Ленина, где и организовал при поддержке В. А. Каргина и П. А. Ребиндера первую в вузах страны проблемную лабораторию физики полимеров. После чего заведовал лабораторией в Институте физической химии АН СССР. Создал в Советском Союзе научную школу по физике и физикохимии полимеров и неорганических стёкол. Наибольший вклад внёс в развитие физики и физикохимии прочности полимеров и неорганических стекол и релаксационной спектрометрии полимеров. Им опубликовано свыше 800 научных статей и 16 монографий и учебных пособий, шесть из которых переведены и изданы в ГДР, Англии, Голландии и США.

## Публикации
- Бартенев Г. М., Варисов А. З., Гольданский В. И., Прокопьев Е. П., Цыганов А. Д. Определение эффективных зарядов анионов в средах ионного типа позитронным методом. Успехи химии, 1972.[2]
- Сандитов Д. С., Бартенев Г. М. Физические свойства неупорядоченных структур. Наука, 1982.
- Бартенев Г. М., Зеленев Ю. В. Физика и механика полимеров. Высшая школа, 1983.[3]
- Бартенев Г. М. Прочность и механизм разрушения полимеров. Химия, 1984.[4]